# Правительство Ельцина — Гайдара
В статье даются сведения о составе правительства РСФСР / Российской Федерации под председательством президента РСФСР / Российской Федерации Б. Н. Ельцина (с 15 июня 1992 года — под председательством исполняющего обязанности председателя правительства Российской Федерации Е. Т. Гайдара), действовавшего в период с 6 ноября 1991 года по 23 декабря 1992 года, а также о реорганизациях министерств и государственных комитетов РФ, руководители которых по должности входили в состав правительства, происходивших в течение пребывания данного состава правительства у власти.
Наименования должностей членов правительства Российской Федерации приводятся так, как они официально были указаны в указах президента.
Наименование «Российская Советская Федеративная Социалистическая Республика» изменено на наименование «Российская Федерация» Законом РСФСР № 2094-I от 25 декабря 1991 года, принятым Верховным Советом РСФСР. 21 апреля 1992 года Съезд народных депутатов РСФСР внёс соответствующие изменения в Конституцию РСФСР, которые вступили в силу 16 мая 1992 года.
Указом Президента РФ от 30 сентября 1992 года № 1147 в состав Правительства РФ были непосредственно включены председатели государственных комитетов. До этого момента они входили в правительство в статусе министров в соответствии с указом Президента РСФСР от 6 ноября 1991 года № 172.
Курсивом выделены ведомства, подвергшиеся переименованию, объединению или упразднению.
| Министерство (комитет) | Министр (председатель)                                                      |
| --- | --------------------------------------------------------------------------- |
| Председатель Правительства РСФСР/РФ | Борис Ельцин (6 ноября 1991 — 15 июня 1992)                                 |
| Председатель Правительства РСФСР/РФ | Егор Гайдар (и. о.) (15 июня — 15 декабря 1992)                             |
| Первый заместитель Председателя Правительства РСФСР/РФ                                                                                                 | Геннадий Бурбулис (6 ноября 1991 — 14 апреля 1992)                          |
| Первый заместитель Председателя Правительства РФ | Егор Гайдар (2 марта — 15 декабря 1992)                                     |
| Первый заместитель Председателя Правительства РФ | Владимир Шумейко                                                            |
| Заместитель Председателя Правительства РСФСР/РФ по вопросам социальной политики                                                                        | Александр Шохин                                                             |
| Заместитель Председателя Правительства РСФСР/РФ по вопросам экономической политики                                                                     | Егор Гайдар (6 ноября 1991 — 2 марта 1992)                                  |
| Заместитель Председателя Правительства РФ по топливно-энергетическому комплексу                                                                        | Виктор Черномырдин                                                          |
| Заместитель Председателя Правительства РСФСР/РФ | Сергей Шахрай (12 декабря 1991 — 20 апреля 1992, с 11 ноября 1992)          |
| Заместитель Председателя Правительства РФ | Михаил Полторанин (22 февраля — 25 ноября 1992)                             |
| Заместитель Председателя Правительства РФ | Валерий Махарадзе (2 марта 1992 — 23 декабря 1992)                          |
| Заместитель Председателя Правительства РФ | Григорий Хижа                                                               |
| Заместитель Председателя Правительства РФ | Анатолий Чубайс                                                             |
| Заместитель Председателя Правительства РФ | Борис Салтыков                                                              |
| Министерство архитектуры, строительства и жилищно-коммунального хозяйства РСФСР/РФ                                                                     | Борис Фурманов                                                              |
| Министерство безопасности РФ | Виктор Баранников                                                           |
| Министерство безопасности и внутренних дел РСФСР | Виктор Баранников (19 декабря 1991 — 14 января 1992)                        |
| Министерство внешних экономических связей РСФСР | не назначался                                                               |
| Министерство внешних экономических связей РФ | Пётр Авен (22 февраля — 23 декабря 1992)                                    |
| Министерство внутренних дел РСФСР/РФ | Андрей Дунаев (14 ноября 1991 — 15 января 1992)                             |
| Министерство внутренних дел РСФСР/РФ | Виктор Ерин (с 15 января 1992)                                              |
| Министерство заготовок РСФСР | не назначался                                                               |
| Министерство здравоохранения РСФСР/РФ | Вячеслав Калинин (и. о. до 5 декабря 1991)                                  |
| Министерство здравоохранения РСФСР/РФ | Андрей Воробьёв (14 ноября 1991 — 23 октября 1992; и. о. с 28 октября 1992) |
| Министерство здравоохранения и социального обеспечения РСФСР                                                                                           | не назначался                                                               |
| Министерство иностранных дел РСФСР/РФ | Андрей Козырев                                                              |
| Министерство культуры РСФСР | Юрий Соломин (и. о. до 5 декабря 1991)                                      |
| Министерство культуры РСФСР | Евгений Сидоров                                                             |
| Министерство культуры РФ | вакансия                                                                    |
| Министерство культуры и туризма РФ | Евгений Сидоров                                                             |
| Министерство лесного хозяйства РСФСР | Валерий Шубин (и. о. до 5 декабря 1991)                                     |
| Министерство науки и технической политики РСФСР | Борис Салтыков (11 — 28 ноября 1991)                                        |
| Министерство науки, высшей школы и технической политики РСФСР/РФ                                                                                       | Борис Салтыков                                                              |
| Министерство обороны РФ | Борис Ельцин (и. о.) (16 марта — 18 мая 1992)                               |
| Министерство обороны РФ | Павел Грачёв (с 18 мая 1992)                                                |
| Министерство образования РСФСР/РФ | Эдуард Днепров (10 ноября 1991 — 4 декабря 1992)                            |
| Министерство образования РСФСР/РФ | Евгений Ткаченко (и. о.) (с 5 декабря 1992)                                 |
| Министерство охраны окружающей среды и природных ресурсов РФ                                                                                           | Виктор Данилов-Данильян                                                     |
| Министерство печати и информации РСФСР/РФ | Михаил Полторанин (3 декабря 1991 — 25 ноября 1992)                         |
| Министерство печати и массовой информации РСФСР | Михаил Полторанин (10 — 28 ноября 1991)                                     |
| Министерство РФ по атомной энергии | Виктор Михайлов                                                             |
| Министерство РСФСР по связи, информатике и космосу | не назначался                                                               |
| Министерство промышленности РСФСР/РФ | Виктор Кисин (и. о. до 5 декабря 1991)                                      |
| Министерство промышленности РСФСР/РФ | Александр Титкин                                                            |
| Министерство путей сообщения РФ | Геннадий Фадеев                                                             |
| Министерство сельского хозяйства РСФСР/РФ | Виктор Хлыстун                                                              |
| Министерство сельского хозяйства и продовольствия РСФСР                                                                                                | не назначался                                                               |
| Министерство сельского хозяйства и продовольствия РФ                                                                                                   | не назначался                                                               |
| Министерство социальной защиты населения РСФСР/РФ | Элла Памфилова                                                              |
| Министерство связи РСФСР/РФ | Владимир Булгак                                                             |
| Министерство топлива и энергетики РСФСР/РФ | Владимир Лопухин (10 ноября 1991 — 30 мая 1992)                             |
| Министерство торговли РСФСР | Александр Хлыстов (и. о. до 5 декабря 1991)                                 |
| Министерство торговли и материальных ресурсов РСФСР/РФ                                                                                                 | Станислав Анисимов (10 ноября 1991 — 16 сентября 1992)                      |
| Министерство транспорта РСФСР/РФ | Виталий Ефимов                                                              |
| Министерство труда РФ | Геннадий Меликьян                                                           |
| Министерство труда и занятости населения РСФСР/РФ | Александр Шохин (10 ноября 1991 — 14 июня 1992)                             |
| Министерство финансов РСФСР | не назначался                                                               |
| Министерство финансов РФ | Егор Гайдар (19 февраля — 2 апреля 1992)                                    |
| Министерство финансов РФ | Василий Барчук (с 2 апреля 1992)                                            |
| Министерство экологии и природных ресурсов РСФСР/РФ | Виктор Данилов-Данильян                                                     |
| Министерство экологии и природопользования РСФСР | Виктор Данилов-Данильян (10 — 28 ноября 1991)                               |
| Министерство экономики РСФСР | Евгений Сабуров (и. о. до 5 декабря 1991)                                   |
| Министерство экономики РФ | Андрей Нечаев                                                               |
| Министерство экономики и финансов РСФСР | Егор Гайдар                                                                 |
| Министерство юстиции РСФСР/РФ | Николай Фёдоров                                                             |
| Агентство федеральной безопасности РСФСР (с правами министерства)                                                                                      | Виктор Иваненко (26 ноября 1991 — 15 января 1992)                           |
| Агентство федеральной безопасности РСФСР (с правами министерства)                                                                                      | Виктор Баранников (15 — 24 января 1992)                                     |
| Федеральный центр земельной и агропромышленной реформы РФ (с правами министерства)                                                                     | Виталий Ермоленко                                                           |
| Комитет государственной безопасности РСФСР | Виктор Иваненко                                                             |
| Государственный комитет Российской Федерации по антимонопольной политике и поддержке новых экономических структур                                      | Леонид Бочин (с 30 сентября 1992)                                           |
| Государственный комитет РФ по делам гражданской обороны, чрезвычайным ситуациям и ликвидации последствий стихийных бедствий                            | Сергей Шойгу                                                                |
| Государственный комитет РСФСР по делам конверсии | Михаил Бажанов (19 ноября 1991 — 24 февраля 1992)                           |
| Государственный комитет РСФСР/РФ по национальной политике                                                                                              | Валерий Тишков (27 февраля — 15 октября 1992)                               |
| Государственный комитет РСФСР/РФ по национальной политике                                                                                              | Сергей Шахрай (c 11 ноября 1992)                                            |
| Государственный комитет РСФСР по оборонным вопросам | Павел Грачёв (и. о.)                                                        |
| Государственный комитет Российской Федерации по промышленной политике                                                                                  | не назначался                                                               |
| Государственный комитет РСФСР/РФ по социальной защите граждан и реабилитации территорий, пострадавших от Чернобыльской и других радиационных катастроф | Семён Волощук (20 ноября 1991 — 5 мая 1992)                                 |
| Государственный комитет РСФСР/РФ по социальной защите граждан и реабилитации территорий, пострадавших от Чернобыльской и других радиационных катастроф | Василий Возняк (с 20 июля 1992)                                             |
| Государственный комитет РСФСР/РФ по социально-экономическому развитию Севера                                                                           | Владимир Курамин                                                            |
| Государственный комитет РСФСР/РФ по управлению государственным имуществом                                                                              | Анатолий Чубайс                                                             |
| Государственный комитет РСФСР/РФ по экономическому сотрудничеству с государствами-членами Содружества                                                  | Владимир Машиц                                                              |
| Государственный таможенный комитет РФ | Анатолий Круглов (с 30 сентября 1992)                                       |
| Центральный банк РФ | Виктор Геращенко                                                            |

В соответствии с указом Президента РСФСР № 172 в состав Правительства РСФСР входили Президенты и Председатели Советов министров (там, где не учреждалась должность президента) республик в составе РСФСР:
- Республики Адыгея (Адыгея) (образована 16 мая 1992 г.)[123] — Аслан Алиевич Джаримов (с мая 1992 г.);
- Республики Горный Алтай (образована 16 мая 1992 г.[123]) — Владимир Иванович Петров (с мая 1992 г.);
- Башкирской ССР (с 16 мая 1992 г. — Республика Башкортостан[123]) — Марат Парисович Миргазямов (до ноября 1992 г.), Анатолий Яковлевич Копсов (с ноября 1992 г.);
- Бурятской ССР (с 16 мая 1992 г. — Республика Бурятия[123]) — Владимир Бизьяевич Саганов;
- Дагестанской ССР (с 16 мая 1992 г. — Дагестанская ССР — Республика Дагестан)[123] — Абдуразак Марданович Мирзабеков;
- Кабардино-Балкарской ССР (с 16 мая 1992 г. — Кабардино-Балкарская Республика[123]) — Георгий Маштаевич Черкесов (до января 1992 г.), Валерий Мухамедович Коков (с января 1992 г.);
- Калмыцкой ССР (с 16 мая 1992 г. — Республика Калмыкия — Хальмг Тангч[123]) — Батыр Чимидович Михайлов (до октября 1992 г.), Максим Бембеевич Мукубенов (с октября 1992 г.);
- Карачаево-Черкесской ССР (образована 16 мая 1992 года[123]) — Владимир Исламович Хубиев;
- Карельской ССР (с 16 мая 1992 г. — Республика Карелия[123]) — Сергей Петрович Блинников;
- Коми ССР — Вячеслав Иванович Худяев;
- Марийской ССР (с 16 мая 1992 г. — Марийская ССР — Республика Марий Эл[123]) — Геннадий Семенович Петров (до декабря 1991 г.), Владислав Максимович Зотин (с декабря 1991 г.);
- Мордовской ССР — Василий Дмитриевич Гуслянников (с декабря 1991 г.);
- Северо-Осетинской ССР — Сергей Валентинович Хетагуров;
- Татарской ССР (с 16 мая 1992 г. — Республика Татарстан[123]) — Минтимер Шарипович Шаймиев;
- Тувинская ССР (с 16 мая 1992 г. — Республики Тува[123]) — Шериг-оол Дизижикович Ооржак;
- Удмуртской ССР (с 16 мая 1992 г. — Удмуртская Республика[123]) — Николай Ефимович Миронов;
- Республика Хакасия (образована 16 мая 1992 г.[123]) — Евгений Александрович Смирнов (с мая 1992 г.);
- Чечено-Ингушской ССР (с 16 мая 1992 г. — Чечено-Ингушская Республика[123]) — Сергей Мажитович Беков (до 22 ноября 1991 г.);
- Чувашской ССР (с 16 мая 1992 г. — Чувашская Республика — Чаваш республики[123]) — Николай Архипович Зайцев (до февраля 1992 г.), Валерьян Николаевич Викторов (с февраля 1992 г.);
- Якутской ССР (с 16 мая 1992 г. — Республика Саха (Якутия)[123]) — Климент Егорович Иванов (до декабря 1991 г.), Михаил Ефимович Николаев (с декабря 1991 г.).